# Chromatographie en phase gazeuse intégrale bidimensionnelle
La chromatographie compréhensive bidimensionnelle en phase gazeuse (CG x CG) est une technique qui, comme toutes les autres techniques de chromatographie, sert à séparer les molécules d'un mélange. Elle consiste à utiliser l’effluent d’une colonne de chromatographie en phase gazeuse (CG) comme point  d’entrée à une deuxième colonne, d'où le nom « bidimensionnelle ». Cette technique fut publiée pour la première fois en 1991, par Liu et Phillips. 

## Historique
La technique a vu le jour alors que John B. Phillips, professeur de chimie à la Southern Illinois University, a remarqué que la ligne chauffante de son pare-brise arrière ressemblait à une colonne de silice. Il a donc eu l'idée d'essayer d'utiliser la peinture conductive qui recouvre ces lignes dans son laboratoire, où il faisait de la recherche sur la CG. Après avoir connecté un vial d'échantillon à une colonne sur laquelle il avait appliqué un peu de cette peinture et l'avoir connecté à une source d'énergie, il a obtenu un chromatogramme d'un seul pic défini, qui correspondait à l'effluent capturé puis relâché par la pulsation thermique ainsi obtenue: le premier modulateur thermique. 
Après quelques années d'étude du phénomène, l'un de ses étudiants gradués, Liu, a eu l'idée d'utiliser ce système entre deux colonnes en tandem: l’échantillon se trouve alors séparé par la première colonne, puis l’est à nouveau par la deuxième, indépendante, permettant de mesurer deux temps de rétention pour chaque substance composant l’échantillon. Il est alors possible d’identifier chaque substance par le pic obtenu sur le chromatogramme en deux dimensions ainsi généré . C’est une technique fréquemment utilisée dans l’industrie pétrolière et gazière, permettant de caractériser en détail la composition d’un échantillon d’hydrocarbures, à l’aide, par exemple, d’une séparation en fonction de la volatilité et de la polarité de ses composants, ainsi que l’analyse des composés soufrés du diesel et celle des rejets des procédés pétrochimiques .

## Principe de base de la technique

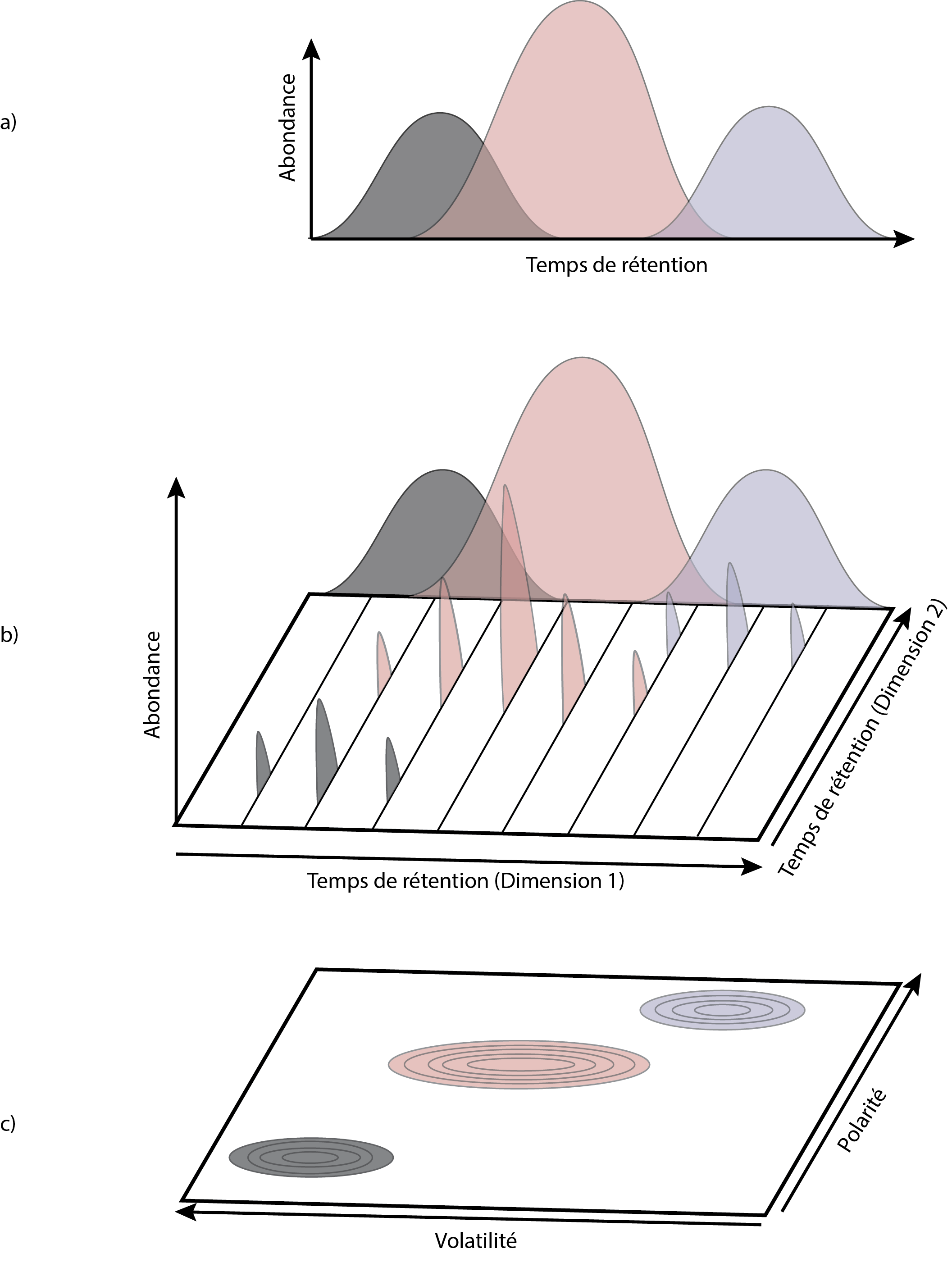
a) Chromatogramme a une dimension apolaire d'un mélange d'analytes
b) Séparation en deuxième dimension des pics selon leur polarité
c) Chromatogramme en 2 dimensions, représenté ici par cercles isoplèthes

Le principe de base est le même que la chromatographie en phase gazeuse : un mélange de composés à séparer est vaporisé et transporté par un gaz porteur ou gaz vecteur au travers d'une colonne creuse sur la paroi de laquelle se trouve une substance appelée phase stationnaire, qui retient plus ou moins les composés selon une propriété spécifique à la substance qui la compose. On en différencie les composés selon leur temps de rétention par la colonne. Le chromatogramme ainsi obtenu comporte des pics qui correspondent au temps de rétention d’un analyte par la colonne. Deux composés ayant, par exemple, la même volatilité sortiraient en même temps d'une colonne non polaire, et leurs pics se superposeraient sur le chromatogramme. Cette séparation ne se faisant que sur la différence des composés pour une seule propriété, on parle alors d'une chromatographie en phase gazeuse à une seule dimension. 
Afin d'obtenir une séparation bidimensionnelle, on ajoute d’une deuxième colonne, qui sépare les analytes selon une propriété différente, permettant de séparer en plusieurs pics ceux du chromatogramme obtenu à la sortie de la première colonne. On obtient alors un chromatogramme en deux dimensions, dont les axes sont le temps de rétention dans chacune des colonnes.

## Matériel et montage
Un chromatographe à deux dimensions est très similaire à un chromatographe régulier. Ces derniers sont composés d'un four contenant la colonne, d'un injecteur (de nos jours généralement automatisé) et d'un système de détection. Dans un système à deux dimensions, on ajoute, entre la première colonne et le système de détection, un modulateur et une deuxième colonne. La deuxième colonne peut se situer dans le même four que la première ou se trouver dans un four séparé, si on veut utiliser une température différente pour la séparation dans la deuxième dimension. Les composés sont généralement détectés par spectrométrie de masse ou par ionisation de flamme (CG x CG-MS ou CG x CG-FID).

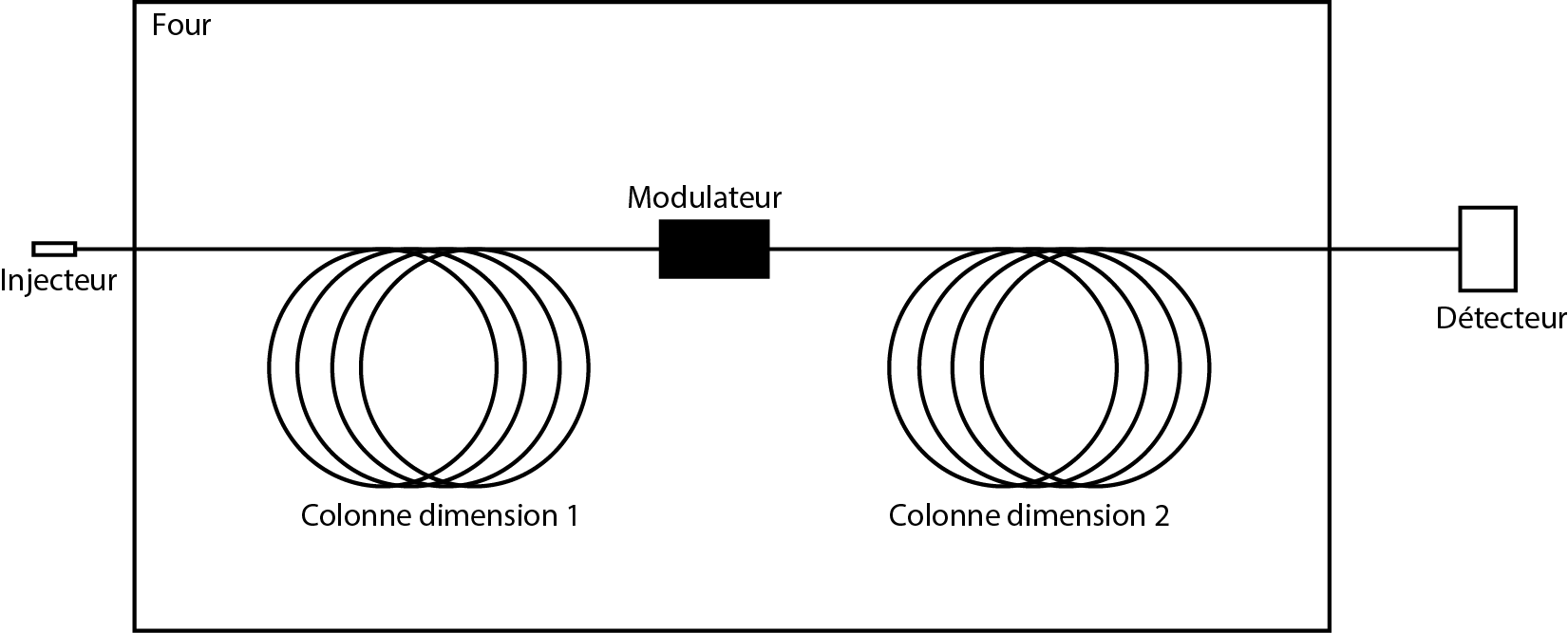
Schéma du montage d’un système de CG x CG. Ici, les deux colonnes sont situées dans un seul et même four.

### Le modulateur
Le succès de la technique de CG x CG repose sur le processus de modulation, qui consiste au transfert continu de l’effluent de la première dimension vers la deuxième. Le modulateur placé entre les deux colonnes permet de capturer l’effluent, d’en segmenter les pics et de les réinjecter dans la deuxième colonne, permettant l’obtention d’une résolution très élevée. Un cycle de modulation, appelé la période de modulation, dure généralement de 2 à 8 secondes, et doit être plus rapide que la largeur des pics en 1D, afin que le pic se trouve coupé en plus petits morceaux par le modulateur sur la 2D. La CG x CG est efficace avec au moins trois ou quatre périodes par pic 1D. Le modulateur peut opérer selon deux principes : thermique ou pneumatique.

#### Modulation thermique
Il existe trois techniques de modulation thermique, qui reposent toutes sur le changement de température de l’échantillon 
- Modulation par la chaleur : l’échantillon est capté par un épais film de phase stationnaire, servant à le retenir, jusqu'à son relâchement dans la deuxième colonne par une pulsation de chaleur. C'est le principe derrière la découverte de la technique ;
- Modulation cryogénique : une zone cryogénique, utilisant du CO2 liquide qui se refroidit rapidement en prenant de l'expansion[6], placée sur le modulateur, permet d’y capturer l’effluent, qui est relâché dans la deuxième colonne lorsque la zone cryogénique est retirée, permettant le retour à la température du four dans lequel est placée la colonne ;
- Modulation par jets pulsés : un ensemble de jets chauds et froids permettent le blocage et la relâche synchronisée de l’échantillon[1] . Un jet d’air chaud au début de la 2e colonne suivi d’un jet d’air froid bloque l’effluent dans le début de la colonne. En inversant ensuite les jets, on relâche d’un coup dans la colonne ce qui était bloqué tout en empêchant l’effluent de la première colonne d’y entrer. Ceci consiste en un cycle de modulation pour ce type de modulateur[4].

#### Modulation pneumatique
Méthode moins dispendieuse et moins efficace que les techniques de modulation thermique, elle repose sur le blocage physique du flot de l’effluent par la fermeture d’une valve, qui est envoyé dans la deuxième colonne lors de son ouverture.

### Colonnes
De façon générale, la combinaison de colonnes non-polaire x (médium)polaire, séparant premièrement selon la seule volatilité puis par la polarité, est la plus utilisée. Après des décennies de CG-1D, une grande quantité de données sur la volatilité d’une multitude de composés sont connues et permettent une optimisation plus facile de la séparation dans la première dimension. La deuxième colonne permet alors la séparation des composés ayant le même point d’ébullition selon les interactions spécifiques de chaque composé avec la phase stationnaire. Quelques applications peuvent toutefois être réalisées en utilisant l’inverse, et le résultat l'accompagnant en sera lui aussi l'inverse.
La colonne de première dimension est généralement une colonne standard d'environ 25 m, alors que la colonne utilisée en deuxième dimension est souvent une colonne bien plus courte, 1 ou 2 m, d'un diamètre interne très mince, d'environ 0,1 mm.

## Applications
Initialement surtout utilisée dans l’industrie pétrolière et gazière, la CG x CG est maintenant répandue à plusieurs domaines de la chimie, de l’identification des molécules présentes dans un aliment à celles de la fumée des cigarettes, en passant par l’analyse d’échantillons de sols pour des contaminants organohalogénés. La CG nécessitant une matrice liquide et volatile, la CG x CG requiert de dissoudre notre échantillon à analyser avant de l’injecter dans le montage, et est donc particulièrement appropriée lorsque le spécimen à analyser est facilement soluble dans un solvant organique.
On l’utilise donc pour déterminer avec grande précision la composition d’échantillons pétrochimiques, composés souvent d’une grande variété d’hydrocarbures allant de l’alcane acyclique à des composés di- ou tri-aromatiques, d’un seul à des dizaines d’atomes de carbone, comportant quelquefois un hétéroatome comme le soufre ou l’azote. Ces molécules pouvant parfois compter des milliers d’isomères possibles (4347 pour une molécule à 20 carbones!), une grande précision est requise lors de leur analyse, et la CG x CG le permet.
Un autre domaine de grande utilité de la GC x GC est la chimie environnementale. Grâce à cette technique, il est possible de détecter la présence de contaminants dans l’air et dans le sol, de pesticides dans les fruits et légumes et d’analyser les constituants de la fumée de cigarette.
Les industries agroalimentaire et cosmétique utilisent aussi beaucoup cette technique, notamment pour la  caractérisation des profils lipidiques des aliments, la détection des molécules donnant une saveur, dans les vins, par exemple, ou des parfums allergènes dans les produits cosmétiques.